# Piatkowski & Rieck
Piatkowski & Rieck, auch Piatkowski/Rieck, war ein Folkduo aus Mecklenburg, das von 1975 bis 1993 existierte. Es bestand aus Joachim Piatkowski, der aus Burg bei Magdeburg stammt, und dem Mecklenburger Wolfgang Rieck. Sie sangen auf Niederdeutsch.

## Geschichte
Im Herbst 1975 gründeten Piatkowski und Rieck in Rostock die Gruppe Piatkowski & Rieck. Zuvor hatten sie im Rostocker Singeklub KuBa Lieder anderer Völker, beispielsweise aus Südamerika, aufgeführt. Beide studierten damals an der Universität Rostock und absolvierten nebenher eine musikalische Ausbildung: Rieck in den Fächern Gesang und Gitarre, Piatkowski in Gesang, Gitarre und Klavier. Sie waren mehrfach Teilnehmer der Chansontage im Kloster Michaelsstein.
1980 waren Piatkowski & Rieck – auf Vermittlung von Hans-Joachim Theil vom Mecklenburgischen Folklorezentrum – Mitwirkende bei Plattdütsch gistern un hüt, einer bei Litera herausgegebenen Auswahl niederdeutscher vertonter Texte.
1983 erschien ihre erste Langspielplatte bei der DDR-Plattenfirma Amiga, Plattdeutsche Lieder. Die Lieder waren meist Traditionals mit neuen Arrangements. Einige der Lieder stammten aus dem Projekt Du schläfst, Land Mecklenburg, bei dem Piatkowski und Rieck Texte und Lieder aus der Zeit um die Revolution von 1848 gesammelt hatten. Zwei Jahre nach Erscheinen des ersten Albums hatten sie ihren ersten Auftritt in der Bundesrepublik Deutschland, 1987 erhielten sie im niedersächsischen Bad Bevensen den Bad Bevensen-Preis für besondere Interpretationen auf dem Gebiet des niederdeutschen Liedes. Im selben Jahr erschien ihre zweite LP, Utkiek (deutsch etwa: Ausblick). Als dritter Musiker wirkte Fred Saupe (Tuba, Akkordeon) mit sowie weitere 35 Gastmusiker, darunter mehrere Bläsergruppen und der E-Gitarrist Gisbert Piatkowski. Das Album enthält ausschließlich Neukompositionen, meist von den Musikern selbst, aber auch von Woody Guthrie und Helmut Debus.
1991 erschien mit Old Meklenburg for Ever die erste CD des Duos. Kurz darauf entschied sich Piatkowski, als frei praktizierender Arzt zu arbeiten. Rieck wechselte 1992 zur Folkband Liederjan, wo er Edzard Wagenaar ersetzte. Bis 2001 blieb er bei dieser Band. Seitdem ist er als Musiker sowie Veranstalter von Seminaren tätig.

## Stilistik
Die Lieder von Piatkowski & Rieck sind kunstvoll arrangiert. Die Mehrzahl der Stücke hat einen ernsten Hintergrund, und es werden Themen wie Krieg, Gefangenschaft und Abschied mit großer Intensität behandelt. Daneben gibt es einige fröhliche Lieder, teils Spottlieder.

## Ehrungen
- 1979: Hauptpreis des Ministers für Kultur bei den 5. Tagen des Chansons der DDR
- 1980: Goldmedaille bei den Arbeiterfestspielen
- 1985: Kulturpreis der Stadt Rostock
- 1987: Bad Bevensen-Preis für besondere Interpretationen auf dem Gebiet des niederdeutschen Liedes
- 1988: Kulturpreis des Bezirkes Rostock

## Diskografie

### Langspielplatten
- 1980: Mitwirkende bei: Plattdütsch gistern un hüt (Litera), DNB 1007770252.
- 1983: Plattdeutsche Lieder (Amiga), DNB 1079944184
- 1987: Utkiek (Amiga), DNB 352157178

### CD
- 1991: Old-Meklenburg for Ever, DNB 352684712